# Кострюков, Николай Григорьевич
Николай Григорьевич Кострюков (1924—1984) — участник Великой Отечественной войны, командир отделения 6-й роты 212-го гвардейского стрелкового полка 75-й гвардейской стрелковой дивизии 30-го стрелкового корпуса 60-й армии Центрального фронта, гвардии сержант, Герой Советского Союза (1943).

## Биография
Родился 3 мая 1924 года в станице Камышевская Цимлянского района Ростовской области в семье крестьянина. Русский.
Образование начальное среднее. Работал горнорабочим шахты в городе Новошахтинске Ростовской области.
В Красной Армии с августа 1942 года. На фронте Великой Отечественной войны с марта 1943 года.
Гвардии сержант Н. Г. Кострюков особо отличился при форсировании реки Днепр севернее Киева, в боях при захвате и удержании плацдарма в районе сёл Глебовка и Ясногородка (Вышгородский район Киевской области) на правом берегу Днепра осенью 1943 года.
23 сентября 1943 года гвардии сержант Н.Г. Кострюков в составе взвода гвардии младшего лейтенанта Г.Г. Яржина на подручных средствах одним из первых преодолел сначала одно, а затем другое русло Днепра в районе села Глебовка.
Когда гвардейцы закрепились на правом берегу, к этому же месту подошел управляемый гитлеровцами буксирный пароход «Николаев» с баржей, гружённой военно-инженерным имуществом. Бойцы с боем захватили пароход и груз, гвардии сержант Н.Г. Кострюков одним из первых ворвался на борт судна. Двух человек из команды парохода удалось взять в плен.
В дальнейшем исправный пароход «Николаев» использовался для переброски частей дивизии через реку, пока не был разбомблен. Груз баржи – доски, бревна, гвозди и другое военно-инженерное имущество – был использован для изготовления переправочных средств и строительства переправы.
В представлении к награждению командир 212-го гвардейского стрелкового полка гвардии полковник М. С. Борисов написал:

Гвардии сержант Кострюков 23 сентября 1943 года в составе взвода гвардии младшего лейтенанта Яржина первый форсировал реку Днепр и первый ворвался на пароход «Николаев», где вместе со взводом взяли в плен: пароход «Николаев», баржу с военно-инженерным имуществом, ст. пулемёт, миномёт и двух человек из команды парохода в плен. Участвуя в бою за деревню Ясногородка[,] гвардии сержант Кострюков показывает образцы мужества, героизма и отваги по истреблению немецких солдат и офицеров. Лично уничтожил 12 немецких солдат и офицеров.
Указом Президиума Верховного Совета СССР от 17 октября 1943 года за успешное форсировании реки Днепр севернее Киева, прочное закрепление плацдарма на западном берегу реки Днепр и проявленные при этом мужество и геройство гвардии сержанту Кострюкову Николаю Григорьевичу присвоено звание Героя Советского Союза с вручением ордена Ленина и медали «Золотая Звезда».
После войны вернулся в родную станицу, недолго прожил в Камышевской и уехал в город Новошахтинск, где жил и работал до конца жизни.
Умер 19 октября 1984 года, похоронен в Новошахтинске.

## Награды
- Медаль «Золотая Звезда» Героя Советского Союза (17.10.1943).[7]
- Орден Ленина (17.10.1943).[7].
- Медали.